# Dom över död man
Dom över död man är en svensk dramafilm som hade premiär 7 december 2012. Regissör är Jan Troell, som även skrivit manus tillsammans med Klaus Rifbjerg.
Idén till filmen föddes då Troell blev kontaktad av Kenne Fant som 2007 utgett en biografi om Torgny Segerstedt, och undrade om Troell var intresserad att göra en film baserad på biografin.
Troell har spelat in filmen i svartvitt, efter att han bland annat sett George Clooneys svartvita film Good Night, and Good Luck. som han tyckte var mycket trovärdig.

## Titeln
Filmens titel är hämtad från Hávamál där strof 77 lyder:
Fä dör,

fränder dö,

även själv skiljes du hädan,

men ett vet jag,

som aldrig dör,

domen över död man.

## Handling
Filmen skildrar den på 1930- och 1940-talen kontroversielle Torgny Segerstedts år som chefredaktör på Göteborgs Handels- och Sjöfartstidning där han öppet och ihärdigt kritiserade nazismen. Detta i ett Sverige där politiker och kungen ville hålla landet neutralt.

## Rollista

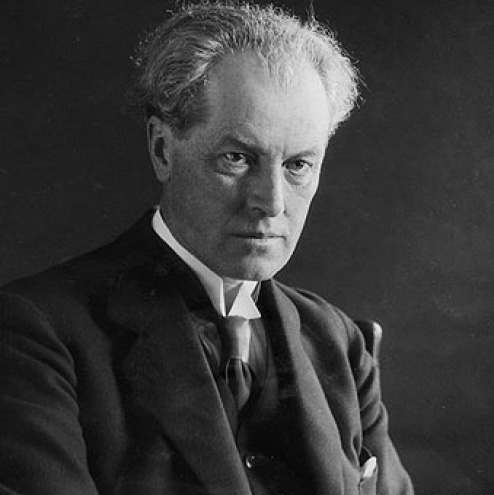
Torgny Segerstedt

- Jesper Christensen - Torgny Segerstedt
- Pernilla August - Maja Forssman
- Ulla Skoog - Puste Segerstedt
- Pasi Ilvesviita - Toje Segerstedt
- Hanna Holmqvist - Eva Segerstedt
- Björn Granath - Axel Forssman
- Peter Andersson - Christian Günther
- Maria Heiskanen - Pirjo
- Lia Boysen - Anita Levisson
- Lennart Hjulström - Marcus Wallenberg
- Kenneth Milldoff - Per Albin Hansson
- Jan Tiselius - kung Gustaf V
- Pär Brundin - adjutanten
- Adam Lundgren - Hans Forssman
- Ingvar Kjellson - Pehr Eklund
- Michael Segerström - Birger Bæckström
- Per Gørvell - Mannheimer
- Jan Holmquist - en tjänsteman
- Clas-Göran Turesson - Johansson
- Åsa-Lena Hjelm - Ida
- Bengt C.W. Carlsson - veterinär
- Amanda Ooms
- Henric Holmberg
- Pierre Lindstedt
- Eddie Axberg
- Yohanna Troell - Ingrid Segerstedt
- Birte Heribertson - Estrid Ancker
- Roger Åkerström - Redaktör Franzén

## Utmärkelser
Redan i början av september 2012, tre månader före premiären, började filmen dra in filmpriser världen över. På den kanadensiska filmfestivalen i Montreal blev regissören Jan Troell belönad med priset för Bästa regissör. Filmen tävlade även om Grand Prix of the Americas på galan.
Senare, den 21 oktober samma år, tilldelades Ulla Skoog, som spelade Segerstedts fru Puste i filmen, på Chicagos internationella filmfestival priset för Bästa kvinnliga skådespelare med motiveringen att hon med stor subtilitet och kompetens skildrat djupet, komplexiteten och humanismen hos en till synes vanlig människa. Jan Troell var på festivalen för att ta emot priset å Skoogs vägnar.
Till Guldbaggegalan 2013 nominerades Dom över död man i sex kategorier:
- Bästa regi - Jan Troell
- Bästa kvinnliga biroll - Ulla Skoog
- Bästa foto - Jan Troell och Mischa Gavrjusjov
- Bästa mask/smink - Maria Strid Zackrisson
- Bästa scenografi - Peter Bävman och Pernilla Olsson
- Bästa kostym - Katja Watkins